# Oakton-Skokie (métro de Chicago)
Oakton-Skokie est une station de la ligne jaune du métro de Chicago située à Skokie (Illinois), en banlieue nord de Chicago. 
Elle sera rouverte sur le site d'une ancienne station ouverte en 1925 et fermée le 27 mars 1948 faute de passagers suffisants.
Les plans d'une nouvelle station sur le site datent de 1963 peu après la reprise de la ligne par la Chicago Transit Authority (CTA) mais il fallut attendre 2005 pour qu'une étude officielle ne commence.
La station, dont le coût de 15 millions de dollars a été financé par la ville de Skokie, a eu une cérémonie pour l'ouverture des travaux, qui a eu lieu le 21 juin 2010 à côté du Illinois Science & Technology Park. La nouvelle station Oakton-Skokie a été inaugurée le 30 avril 2012 et est accessible aux personnes à mobilité réduite.

## Desserte
| Nord/Ouest                 |  |             |  | Sud/Est           |
| -------------------------- |  | ----------- |  | ----------------- |
| Dempster-Skokie (terminus) |  | ligne jaune |  | Howard (terminus) |
| modifier sur Wikidata      |  |             |  |                   |